# Dmitrij Swatkowski
Dmitrij Walerjewicz Swatkowski (ros. Дмитрий Валерьевич Сватковский;  ur. 27 listopada 1971 w Moskwie) – rosyjski pięcioboista nowoczesny, srebrny medalista letnich igrzysk olimpijskich w Barcelonie i złoty medalista letnich igrzysk olimpijskich w Sydney. Dwukrotny mistrz świata indywidualnie (1995, 1996), mistrz Europy indywidualnie i drużynowo w 1997 roku.